# Oenochroma cerasiplaga
Oenochroma cerasiplaga är en fjärilsart som beskrevs av W. Warren 1914. Oenochroma cerasiplaga ingår i släktet Oenochroma och familjen mätare. Inga underarter finns listade i Catalogue of Life.